# Эльфо
Эльфо (фр. Helfaut) — коммуна во Франции, регион О-де-Франс, департамент Па-де-Кале, округ Сент-Омер, кантон Лонгнесс. Расположен в 62 км к северо-западу от Арраса и в 42 км к юго-востоку от Кале, в 1 км от автомагистрали А26 «Англия».
Население (2018) — 1 714 человек.
На территории коммуны расположен германский бункер времен Второй мировой войны — «Купол».